# María Castaña
María Castaña, Maricastaña o María Castiñeira fue una mujer española nacida en Cereixa del siglo XIV de la que se sabe en realidad muy poco, más allá de lo que se recoge en un documento del Archivo Episcopal de Lugo citado en la España sagrada y en el Episcopologio Lucense.

El 18 de junio de 1386 María Castaña, mujer de Martín Cego, Gonzalo Cego y Alfonso Cego, confiesan haber hecho muchas injurias a la Iglesia de Lugo, y haber matado a Francisco Fernández, mayordomo del Obispo. Para satisfacción de estos delitos, hicieron donación a la Catedral de todas las heredades que tenían en el coto de Cereixa y se obligaron a pagar mil maravedíes de la moneda usual.

En la época de Cervantes ya se había convertido en una referencia temporal ambigua para referirse a un pasado muy lejano, equivalente a "los tiempos de Matusalén".

... en tiempos de Maricastaña, cuando hablaban las calabazas"

En ese sentido se recogió en el DRAE en las ediciones de 1884, 1925 y 1992. En la de 2001 ya no se recoge, limitándose en la de 2014 a una locución "coloquial" en la entrada "tiempo": "del tiempo de Maricastaña... de tiempo muy antiguo" (da como equivalentes las locuciones "del tiempo de España" y "del tiempo de ñangué", locales en Cuba y Perú).
A partir de esos elementos, recientes reconstrucciones del pasado histórico han convertido al personaje en una "protagonista de acontecimientos importantes de la historia de Galicia", visibilizando la historia de las mujeres e incluso la historia social: "encabezó una revuelta contra el señor feudal ... compartiría la suerte de millones de mujeres labriegas".
También se ha asociado la figura legendaria de Maricastaña a mitos como el de Blancaflor, la menor de las tres hijas que tuvo el demonio, o Auburn Mary, protagonista de La batalla de los pájaros, una leyenda celta que también hace referencia al color ("castaño" o auburn) del pelo de tal mujer.
El rey Fernando II de León ratificó el testamento del Obispo Odoario, por el que el señorío de la ciudad de Lugo pasaba a manos de la catedral de dicha ciudad. Esto provocó el enfrentamiento entre las autoridades civiles y eclesiásticas, originando varias revueltas.

## Revuelta de 1386
Una de las revueltas, contra los impuestos que el obispo de Lugo cobraba, tuvo lugar en 1386, bajo el reinado de Juan I de Castilla, y fue encabezada por María Castaña contra el obispo de Lugo, Pedro López de Aguiar, que acabó con la muerte del mayordomo del obispo, Francisco Fernández.
Sofocada la revuelta, María Castaña y sus dos hijos (o según las fuentes, sus cuñados), Gonzalo Cego y Afonso Cego, fueron apresados, acusados de provocar la muerte del mayordomo y obligados a donar sus bienes, entre ellos las posesiones en el coto de Cereixa en Tierra de Lemos y mil maravedíes a la Iglesia.

## María Castaña en la cultura popular
María Castaña es mencionada habitualmente en la frase "...en tiempos de María Castaña" o "...en tiempos de Maricastaña", cuando alguien quiere referirse a algo propio del pasado. A pesar de ser conocida dicha expresión, la figura de María Castaña como personaje histórico no era tan conocida. Prueba de lo anterior fue el rechazo que provocó en la población de una calle de Lugo cuando el Ayuntamiento de Lugo decidió poner su nombre a dicha calle, en 1986. 
Gracias a la labor pedagógica del profesor e investigador de cultura popular lucense Isidoro Rodríguez Pérez, que junto con otras personas crearon el grupo "María Castaña", se llegó a un conocimiento más amplio de su figura, lo que ha facilitado que en 2000, Lugo tuviera al fin una calle con el nombre de "María Castaña".
En 1974 María Elena Walsh y Leda Valladares, dos iconos de la música popular argentina crearon el álbum "Canciones del tiempo de Maricastaña" el cual está compuesto de canciones con ritmos medievales y con romances renacentistas como por ejemplo el "Romance del enamorado y la muerte" cuyo origen aun es desconocido. 
En 1995 se creó en Córdoba- Argentina el Centro Cultural Independiente María Castaña.
Un vino licoroso gallego lleva su nombre.
En el videojuego Pokemón X e Y  algunos entrenadores te retan con la frase: "Nuestro encuentro estaba destinado desde los tiempos de Maricastaña".